# Eila Nilsson
Eila Susanne Nilsson, född 20 november 1966 i Norsjö, död 19 september 2022 i Skelleftehamn, Skellefteå kommun, var en svensk simmare, massör, terapeut inom kinesisk medicin och föreläsare inom mental rådgivning.

## Biografi
Eila Nilsson föddes i Norsjö och diagnostiserades med diabetes vid tre års ålder. Vid 21 års ålder, 1987, drabbades hon av förändringar i höger öga. Dessa behandlades med laser, men hon blev blind på ögat. Vänster öga drabbades av blödningar några månader senare. Efter fyra specialistoperationer lossnade näthinnan och hon förlorade synen även på det ögat. År 2017 drabbades Nilsson av elakartad bröstcancer varpå behandlingar med cellgifter och strålning följde.
Nilsson avled i september 2022, 55 år gammal.

## Meriter
Som simmare blev Nilsson dubbel paralympisk mästare i simning för blinda, vinster från Paralympiska sommarspelen i Atlanta 1996. Hon vann två EM-guld och ett flertal svenska mästerskap. Per år 2022 höll hon fortsatt världsrekordet på 50 meter frisim för blinda på 33,02 sekunder.